# Benjaminia pellogonia
Benjaminia pellogonia là một loài tò vò trong họ Ichneumonidae.